# Kapas Hera
Kapas Hera is een census town in het district New Delhi van het Indiase unieterritorium Delhi. Het ligt direct ten zuiden van het Indira Gandhi International Airport.

## Demografie
Volgens de Indiase volkstelling van 2001 wonen er 21.595 mensen in Kapas Hera, waarvan 63% mannelijk en 37% vrouwelijk is. De plaats heeft een alfabetiseringsgraad van 71%.